# دلار کیریباتی
دلار کیریباتی (به انگلیسی: Kiribati dollar) با کد ایزوی KBD، یکای پول رایج در کشور استرالیا است. مسئولیت کنترل این یکای پول برعهدهٔ بانک مرکزی استرالیا قرار دارد.